# Кубок Джей Росса Робертсона
Кубок Джей Росса Робертсона (англ. J. Ross Robertson Cup) — кубок, ежегодно вручаемый победителю плей-офф Хоккейной лиги Онтарио (OHL). Был назван в честь Джона Росса Робертсона, президента Хоккейной ассоциации Онтарио (OHA) с 1899 по 1905 гг.
Первоначально (1893—1918 гг.) вручался победителю плей-офф юниорского чемпионата OHA. С 1919 по 1933 гг. вручался чемпиону ассоциации Junior A. В сезоне 1972—73, когда высший юниорский уровень в Лиге Онтарио снова был разделен на две категории, Кубок Джей Росса Робертсона стал самым наивысшим призом первенства. Это сохранилось и после изменения названия лиги в Главную юниорскую хоккейную лигу Онтарио (OMJHL) в 1974 г. и в Хоккейную лигу Онтарио (OHL) в 1980 г.

## Победители (1934-н.в.)
Команды, выигрывавшие в одном сезоне Кубок Джей Росса Робертсона и Мемориальный кубок, выделены жирным шрифтом.
- 2023—24 — Лондон Найтс
- 2022—23 — Питерборо Питс
- 2021—22 — Гамильтон Булдогс
- 2020—21 — Сезон был отменён из-за пандемии коронавируса
- 2019—20 — Плей-офф отменён из-за пандемии коронавируса. Кубок не вручался[1]
- 2018—19 — Гелф Шторм
- 2017—18 — Гамильтон Булдогс
- 2016—17 — Эри Оттерз
- 2015—16 — Лондон Найтс
- 2014—15 — Ошава Дженералз
- 2013—14 — Гелф Шторм
- 2012—13 — Лондон Найтс
- 2011—12 — Лондон Найтс
- 2010—11 — Оуэн-Саунд Аттак
- 2009—10 — Уинсор Спитфайрз
- 2008—09 — Уинсор Спитфайрз
- 2007—08 — Китченер Рейнджерс
- 2006—07 — Плимут Уэйлерз
- 2005—06 — Питерборо Питс
- 2004—05 — Лондон Найтс
- 2003—04 — Гелф Шторм
- 2002—03 — Китченер Рейнджерс
- 2001—02 — Эри Оттерз
- 2000—01 — Оттава Сиксти Севенс
- 1999—00 — Барри Кольтс
- 1998—99 — Бельвиль Буллз
- 1997—98 — Гелф Шторм
- 1996—97 — Ошава Дженералз
- 1995—96 — Питерборо Питс
- 1994—95 — Детройт Джуниор Ред Уингз
- 1993—94 — Норт-Бей Центенниалз
- 1992—93 — Питерборо Питс
- 1991—92 — Су-Сент-Мари Грейхаундз
- 1990—91 — Су-Сент-Мари Грейхаундз
- 1989—90 — Ошава Дженералз
- 1988—89 — Питерборо Питс
- 1987—88 — Уинсор Компьюуэйр Спитфайрз
- 1986—87 — Ошава Дженералз
- 1985—86 — Гелф Плейтерз
- 1984—85 — Су-Сент-Мари Грейхаундз
- 1983—84 — Оттава Сиксти Севенс
- 1982—83 — Ошава Дженералз
- 1981—82 — Китченер Рейнджерс
- 1980—81 — Китченер Рейнджерс
- 1979—80 — Питерборо Питс
- 1978—79 — Питерборо Питс
- 1977—78 — Питерборо Питс
- 1976—77 — Оттава Сиксти Севенс
- 1975—76 — Гамильтон Финкапс
- 1974—75 — Торонто Мальборос
- 1973—74 — Сент-Катаринс Блэк Хоукс
- 1972—73 — Торонто Мальборос
- 1971—72 — Питерборо Питс
- 1970—71 — Сент-Катаринс Блэк Хоукс
- 1969—70 — Монреаль Джуниор Канадиенс
- 1968—69 — Монреаль Джуниор Канадиенс
- 1967—68 — Ниагара-Фолс Флайерз
- 1966—67 — Торонто Мальборос
- 1965—66 — Ошава Дженералз
- 1964—65 — Ниагара-Фолс Флайерз
- 1963—64 — Торонто Мальборос
- 1962—63 — Ниагара-Фолс Флайерз
- 1961—62 — Гамильтон Ред Уингз
- 1960—61 — Торонто Сент-Майклз Мэйджорс
- 1959—60 — Сент-Катаринс Типис
- 1958—59 — Питерборо Ти-Пи-Ти Питс
- 1957—58 — Торонто Мальборос
- 1956—57 — Гелф Билтмур Мэд Хэттерз
- 1955—56 — Торонто Мальборос
- 1954—55 — Торонто Мальборос
- 1953—54 — Сент-Катаринс Типис
- 1952—53 — Барри Флайерз
- 1951—52 — Гелф Билтмур Мэд Хэттерз
- 1950—51 — Барри Флайерз
- 1949—50 — Гелф Билтмур Мэд Хэттерз
- 1948—49 — Барри Флайерз
- 1947—48 — Барри Флайерз
- 1946—47 — Торонто Сент-Майклз Мэйджорс
- 1945—46 — Торонто Сент-Майклз Мэйджорс
- 1944—45 — Торонто Сент-Майклз Мэйджорс
- 1943—44 — Ошава Дженералз
- 1942—43 — Ошава Дженералз
- 1941—42 — Ошава Дженералз
- 1940—41 — Ошава Дженералз
- 1939—40 — Ошава Дженералз
- 1938—39 — Ошава Дженералз
- 1937—38 — Ошава Дженералз
- 1936—37 — Торонто Сент-Майклз Мэйджорс
- 1935—36 — Уэст Торонто Нэшионалз
- 1934—35 — Китченер Гринширтс *
- 1933—34 — Торонто Сент-Майклз Мэйджорс

* «Китченер Гринширтс» стали чемпионами сезона 1934/35 после дисквалификации «Ошава Дженералз» за использование игрока, не имевшего права выступать за клуб.

## Победители (1919—1933)
Команды, выигрывавшие в одном сезоне Кубок Джей Росса Робертсона и Мемориальный кубок, выделены жирным шрифтом.
- 1932—33 — Ньюмаркет Редмэн
- 1931—32 — Торонто Мальборос
- 1930—31 — Ниагара-Фолс
- 1929—30 — Уэст Торонто Нэшионалз
- 1928—29 — Торонто Мальборос
- 1927—28 — Торонто Мальборос
- 1926—27 — Оуэн-Саунд Грейс
- 1925—26 — Куинз Юнивёсити
- 1924—25 — Торонто Аура Ли
- 1923—24 — Оуэн-Саунд Грейс
- 1922—23 — Китченер Кольтс
- 1921—22 — Торонто Аура Ли
- 1920—21 — Стрэтфорд Майджетс
- 1919—20 — Торонто Каноэ Клаб Пэддлерз
- 1918—19 — Юнивёсити оф Торонто Скулз

## Победители (1893—1918)
- 1917—18 — Торонто де ла Сэлл Колледж
- 1916—17 — Торонто Аура Ли
- 1915—16 — Торонто Аура Ли
- 1914—15 — Юнивёсити оф Торонто Скулз
- 1913—14 — Ориллия
- 1912—13 — Ориллия
- 1911—12 — Торонто Каноэ Клаб Пэддлерз
- 1910—11 — Кингстон Фронтенакс
- 1909—10 — Кингстон Фронтенакс
- 1908—09 — Стрэтфорд Хоккей Клуб
- 1907—08 — Стрэтфорд Хоккей Клуб
- 1906—07 — Стрэтфорд Хоккей Клуб
- 1905—06 — Порт-Хоуп
- 1904—05 — Стрэтфорд Хоккей Клуб
- 1903—04 — Фронтенак-Бичгроверз
- 1902—03 — Торонто Мальборос
- 1901—02 — Уппер Кэнада Колледж
- 1900—01 — Питерборо
- 1899—00 — Стрэтфорд Хоккей Клуб
- 1898—99 — Торонто Сент-Джорджз
- 1897—98 — Уппер Кэнада Колледж
- 1896—97 — Торонто Уиллингтонз
- 1895—96 — Торонто Грэнайтз
- 1894—95 — Питерборо
- 1893—94 — Питерборо
- 1892—93 — Кингстон Лаймстоунз

## Количество выигранных кубков
| Кол-во кубков | Команда                      | Текущее название        |
| 13            | Ошава Дженералз              | Ошава Дженералз         |
| 10            | Питерборо Питс               | Питерборо Питс          |
| 10            | Торонто Мальборос            | Гелф Шторм              |
| 6             | Торонто Сент-Майклз Мэйджорс | Миссиссога Стилхедс     |
| 5             | Лондон Найтс                 | Лондон Найтс            |
| 4             | Гелф Шторм                   | Гелф Шторм              |
| 4             | Барри Флайерз                | Садбери Вулвз           |
| 4             | Китченер Рейнджерс           | Китченер Рейнджерс      |
| 3             | Гелф Билтмур Мэд Хэттерз     | Китченер Рейнджерс      |
| 3             | Ниагара-Фолс Флайерз         | Сагино Спирит           |
| 3             | Оттава Сиксти Севенс         | Оттава Сиксти Севенс    |
| 3             | Су-Сент-Мари Грейхаундз      | Су-Сент-Мари Грейхаундз |
| 3             | Уинсор Спитфайрз             | Уинсор Спитфайрз        |
| 2             | Бельвиль Буллз               | Гамильтон Булдогс       |
| 2             | Эри Оттерз                   | Эри Оттерз              |
| 2             | Монреаль Джуниор Канадиенс   | Руэн-Норанда Хаскис     |
| 2             | Оуэн-Саунд Грейс             | Брамптон Бомберс        |
| 2             | Сент-Катаринс Блэк Хоукс     | Сагино Спирит           |
| 2             | Сент-Катаринс Блэк Типис     | Сагино Спирит           |
| 2             | Торонто Аура Ли              | не существует           |
| 2             | Уэст Торонто Нэшионалз       | не существует           |
| 1             | Плимут Уэйлерз               | Флинт Файербёрдз        |
| 1             | Барри Кольтс                 | Барри Кольтс            |
| 1             | Детройт Джуниор Ред Уингз    | Флинт Файербёрдз        |
| 1             | Гелф Плейтерз                | Оуэн-Саунд Аттак        |
| 1             | Гамильтон Финкапс            | Эри Оттерз              |
| 1             | Гамильтон Ред Уингз          | Эри Оттерз              |
| 1             | Китченер Кольтс              | не существует           |
| 1             | Китченер Гринширтс           | не существует           |
| 1             | Норт-Бей Центенниалз         | Сагино Спирит           |
| 1             | Оуэн-Саунд Аттак             | Оуэн-Саунд Аттак        |
| 1             | Куинз Юнивёсити              | не выступает в OHA      |
| 1             | Стрэтфорд Майджетс           | не существует           |
| 1             | Торонто Каноэ Клаб Пэддлерз  | не существует           |
| 1             | Юнивёсити оф Торонто Скулз   | не выступает в OHA      |